# Laevicephalus melsheimerii
Laevicephalus melsheimerii är en insektsart som beskrevs av Fitch 1851. Laevicephalus melsheimerii ingår i släktet Laevicephalus och familjen dvärgstritar. Inga underarter finns listade i Catalogue of Life.